# Liz Kessler
Liz Kessler, eigentlich Elizabeth Kessler (* 15. Oktober 1966 in Southport, Großbritannien) ist eine britische Schriftstellerin und Journalistin.

## Leben
Der Vater von Liz Kessler stammt aus Wien. Seine Familie emigrierte wegen ihrer jüdischen Wurzeln in den 1930er-Jahren in die Tschechoslowakei. Nach der Zerschlagung der Rest-Tschechei gelang der Familie mit der Hilfe eines englischen Paares die Emigration in das Vereinigte Königreich.
Liz Kessler lebte mit ihrer Familie, sie hat einen Bruder und eine Schwester, in Birkdale (Southport), als im Alter von 9 Jahren ihr erstes Gedicht, „The Tale of Jinx’s Shop“, in einer Zeitschrift veröffentlicht wurde.
Liz Kessler studierte Englisch und Pädagogik an der Loughborough University und an der Keele University. Nach dem Studium arbeitete sie als Lehrerin für Englisch und Medienwissenschaften. Als Journalistin war sie für Zeitungen in Manchester und York tätig. 2005 machte sie einen Abschluss als Master of Arts an der Manchester Writing School der Manchester Metropolitan University.
Für einige Jahre lebte Liz Kessler auf einem Boot in der Nähe von Macclesfield, wo sie zu ihrem ersten Roman „The Tail of Emily Windsnap“ inspiriert wurde. Liz Kessler gibt neben ihrer Tätigkeit als Schriftstellerin Schreibkurse für Autoren. Sie lebt heute in St Ives (Cornwall).

## Auszeichnungen
Als die Welt uns gehörte wurde im März 2023 für den im Oktober zu verleihenden Deutschen Jugendliteraturpreis nominiert. Der Titel wurde, wie viele andere Werke von Kessler, von Eva Riekert ins Deutsche übersetzt.

## Werke

### Emily-Reihe
- The Tail of Emily Windsnap (1), Orion Children’s Books, London (2003) ISBN 978-1-84255-271-1
  - dt.: Emilys Geheimnis, Fischer Verlag, Berlin (2004) ISBN 978-3-596-80520-4
- Emily Windsnap and the Monster from the Deep (2), Orion Children’s Books, London (2004) ISBN 978-1-4440-1510-2
  - dt.: Emilys Abenteuer, Fischer Verlag, Berlin (2005) ISBN 978-3-596-85688-6
- Emily Windsnap and the Castle in the Mist (3), Orion Children’s Books, London (2006) ISBN 978-1-84255-119-6
  - dt.: Emilys Entdeckung, Fischer Verlag, Berlin (2007) ISBN 978-3-596-85689-3
- Emily Windsnap and the Siren's Secret (4), Orion Children’s Books, London (2009) ISBN 978-1-84255-686-3
  - dt.: Emilys Rückkehr, Fischer Verlag, Berlin (2010) ISBN 978-3-596-85401-1
- Emily Windsnap and the Land of the Midnight Sun (5), Orion Children’s Books, London (2012) ISBN 978-1-4440-1513-3
  - dt.: Emilys Reise, Fischer Verlag, Berlin (2014) ISBN 978-3-596-85692-3
- Emily Windsnap and the Ship of Lost Souls (6), Orion Children’s Books, London (2015) ISBN 978-0-7636-9090-8
  - dt.: Emilys Bestimmung, Fischer Verlag, Berlin (2018) ISBN 978-3-7373-4069-4
- Emily Windsnap and the Falls of the Forgotten Island (7), Orion Children’s Books, London (2018) ISBN 978-1-5362-0635-7
- Emily Windsnap and the Pirate Prince (8), Orion Children’s Books, London (2019) ISBN 978-1-5362-0299-1
- Emily Windsnap and the Tides of Time (9), Orion Children’s Books, London (2020) ISBN 978-1-5362-0969-3

### Philippa Fisher
- Philippa Fisher’s Fairy Godsister (1), Candlewick, London (2008) ISBN 978-0-7636-4070-5
  - dt.: Philippa und die Wunschfee, Fischer Verlag, Berlin (2008) ISBN 978-3-596-85306-9
- Philippa Fisher and the Dream-Maker’s Daughter (2), Candlewick, London (2009) ISBN 978-1-84255-585-9
  - dt.: Philippa und die Traumfee, Fischer Verlag, Berlin (2009) ISBN 978-3-596-85383-0
- Philippa Fisher and the Stone Fairy’s Promise (3), Candlewick, London (2010) ISBN 978-1-84255-996-3
  - dt.: Philippa und die Glücksfee, Fischer Verlag, Berlin (2011) ISBN 978-3-596-85432-5

### Poppy the Pirate Dog
- Poppy the Pirate Dog, Candlewick, London (2013) ISBN 978-0-7636-6569-2
  - dt.: Poppy, der Piratenhund, Fischer Verlag, Berlin (2014) ISBN 978-3-596-85613-8
- Poppy the Pirate Dog’s New Shipmate, Candlewick, London (2014) ISBN 978-0-7636-6751-1
- Poppy the Pirate Dog and the Treasure Keeper, Candlewick, London (2014) ISBN 978-1-4440-0377-2

### Jenny the Pony
- Jenny the Pony's New Friends, Orion Children’s Books, London (2016) ISBN 978-1-4440-1594-2
- Jenny the Pony’s Big Day, Orion Children’s Books, London (2017) ISBN 978-1-4440-1596-6

### Weitere Werke
- A Year Without Autumn, Orion Children’s Books, London (2011) ISBN 978-1-84255-586-6
  - dt.: Ein Jahr ohne Juli, Fischer Verlag, Berlin (2012) ISBN 978-3-596-85479-0
- North of Nowhere, Candlewick, London (2013) ISBN 978-0-7636-6727-6
  - dt.: Nördlich von Nirgendwo, Fischer Verlag, Berlin (2014) ISBN 978-3-596-85612-1
- Has Anyone Seen Jessica Jenkins?, Candlewick, London (2015) ISBN 978-0-7636-7060-3
  - dt.: Plötzlich unsichtbar, Fischer Verlag, Berlin (2015) ISBN 978-3-7373-5171-3
- Read Me Like A Book, Orion Children’s Books, London (2015) ISBN 978-1-78062-209-5
- Haunt Me, Candlewick, London (2017) ISBN 978-0-7636-9162-2
  - dt.: Meine Liebe ist jetzt, Fischer Verlag, Berlin (2019) ISBN 978-3-7373-4170-7
- When the World Was Ours, Simon and Schuster, London (2021) ISBN 978-1-4711-9829-8
  - dt.: Als die Welt uns gehörte, Fischer Verlag, Berlin (2022) ISBN 978-3-7373-4256-8